# Абдульманова, Лилия Салаватовна
Лилия Салаватовна Абдульманова (урождённая — Сирбаева; род. 23 марта 1984) — российская шашистка. Входила в состав сборной России (резерв основной группы женщины-100). Мастер ФМЖД среди женщин. Бронзовый призёр Лично-командного чемпионата России по международным шашкам среди женщин 2003 года. 5 место на Кубке России